# Seweryn Kulesza

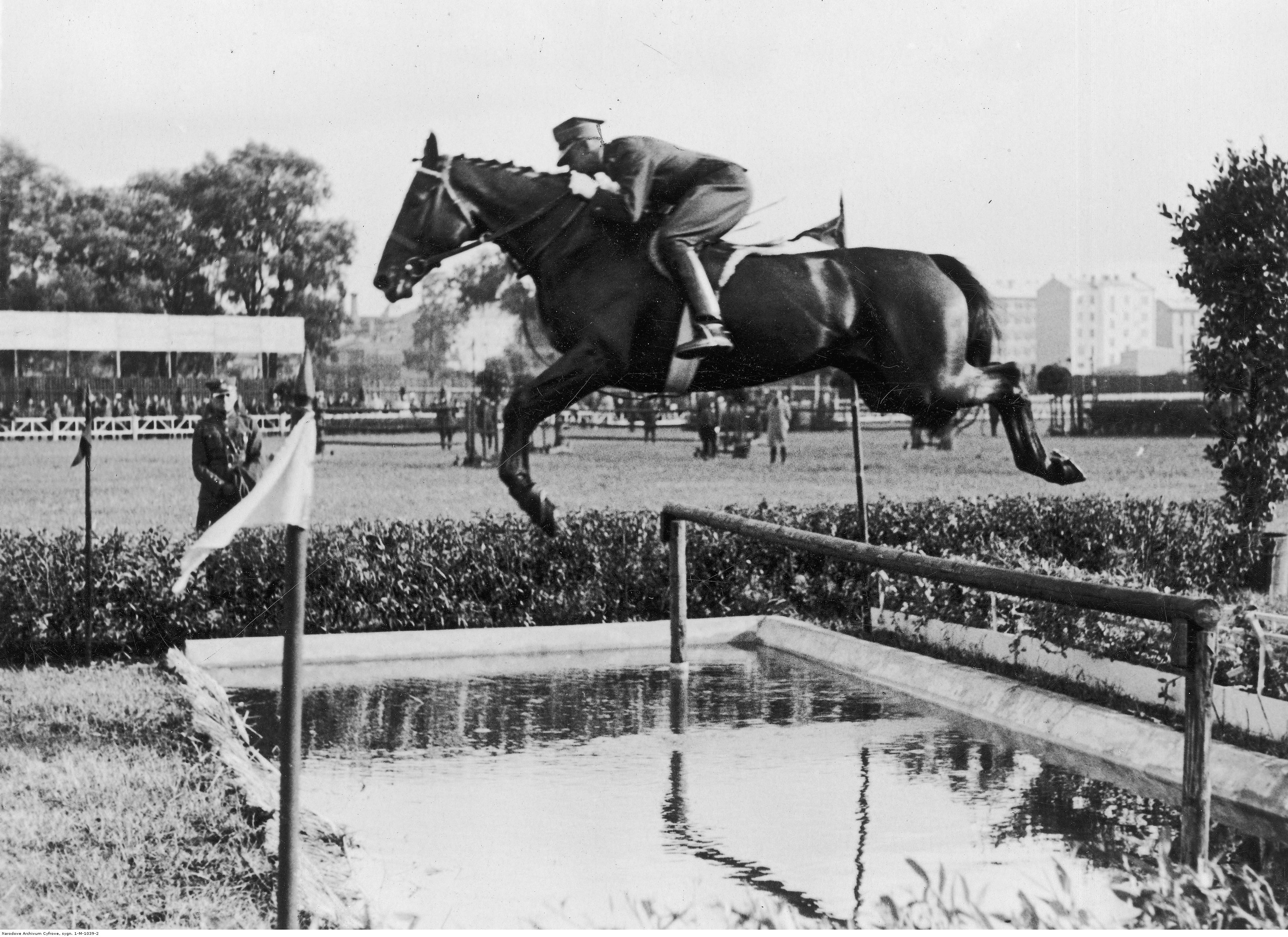
Międzynarodowe Zawody Hippiczne w Rydze – rtm. Seweryn Kulesza na koniu „Arka”; wrzesień 1936

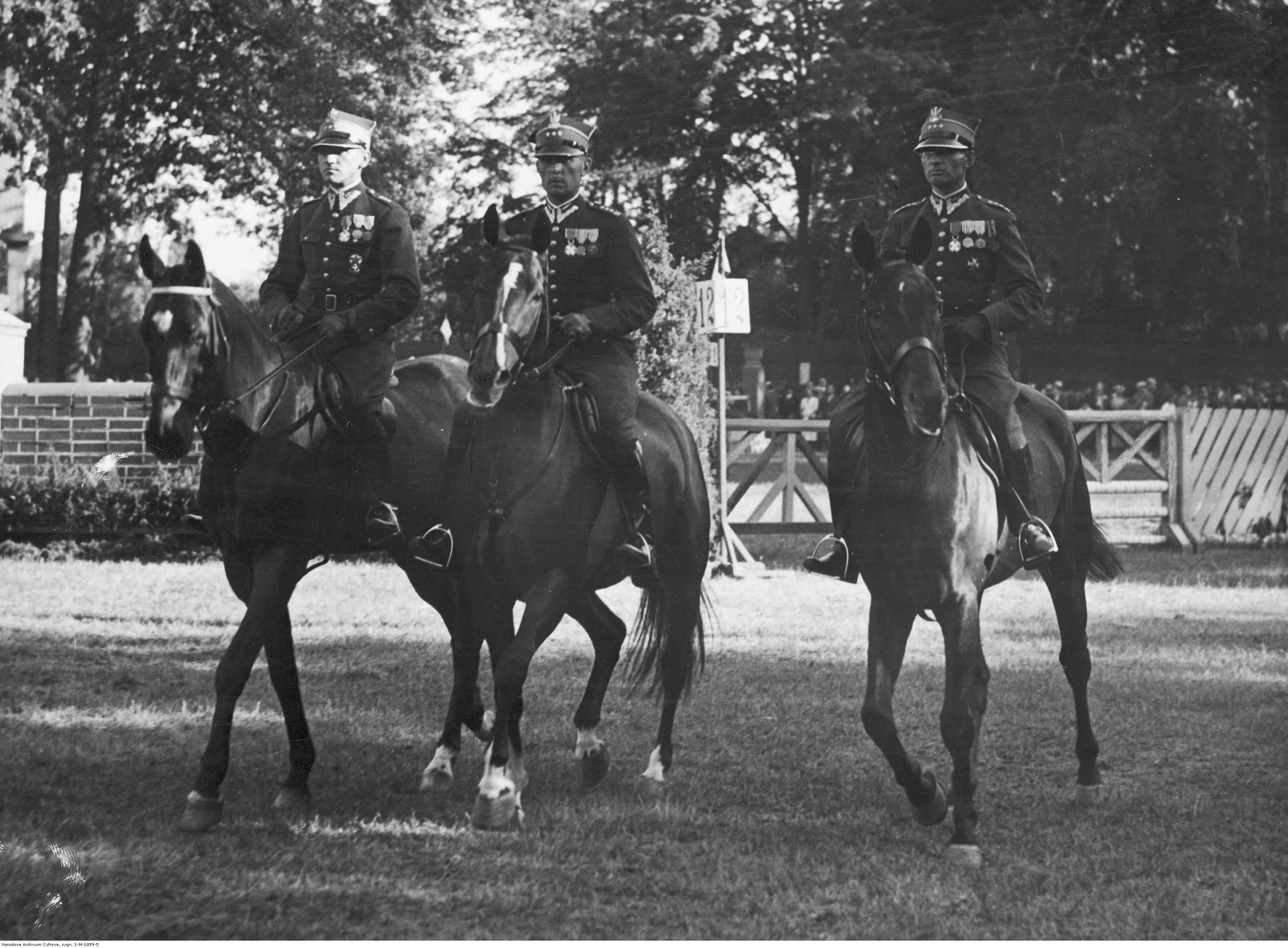
Międzynarodowe Zawody Hippiczne w Warszawie; czerwiec 1937. Ekipa polska: rtm. Seweryn Kulesza, rtm. Henryk Leliwa-Roycewicz i rtm. Zdzisław Kawecki

Seweryn Roman Kulesza (ur. 23 października 1900 w Radomiu, zm. 14 maja 1983 w Los Angeles) – major kawalerii Wojska Polskiego, srebrny medalista olimpijski w jeździectwie.

## Życiorys
Syn Antoniego Franciszka (buchaltera w fabryce) i Marii z Grzywaczów. W 1919 ukończył Gimnazjum Męskie im. Mikołaja Reja w Warszawie. Warunki wojenne wymusiły dwuetapowe zdawanie matury: rozpoczął w warszawskim Gimnazjum im. M. Reja (25 lutego 1919) i zakończył przed Komisją Ministerstwa Wyznań Religijnych i Oświecenia Publicznego w Warszawie (25 lutego 1920). Od 9 grudnia 1918 służył w Wojsku Polskim. Walczył w wojnie polsko-ukraińskiej i polsko-bolszewickiej w składzie 1 pułku Ułanów Krechowieckich. Odbył naukę w Szkole Podchorążych w Warszawie i przyfrontowej Szkole Jazdy w Brodach. Od 1921 służył w 10 pułku strzelców konnych. W 1929 ukończył kurs sportu konnego w Centrum Wyszkolenia Kawalerii w Grudziądzu, gdzie był następnie instruktorem jazdy w latach 1931–1936. Od 1937 był dowódcą szwadronu zapasowego 7 pułku ułanów w Mińsku Mazowieckim. Na majora został awansowany ze starszeństwem z 19 marca 1939 i 26. lokatą w korpusie oficerów kawalerii.
Był jednym z czołowych jeźdźców polskich w latach 30. XX wieku. Startował w Igrzyskach Olimpijskich w 1936 w Berlinie we Wszechstronnym Konkursie Konia Wierzchowego, gdzie indywidualnie zajął 21. miejsce, a drużynowo (wraz ze Zdzisławem Kaweckim i Henrykiem Leliwą-Roycewiczem) zdobył srebrny medal olimpijski. Dosiadał na Igrzyskach konia „Tośka”.
Kulesza był mistrzem Polski w WKKW w 1936 i 1937, a także w ujeżdżeniu w 1937. Był też wicemistrzem w 1936, a także brązowym medalistą, zarówno w ujeżdżeniu, jak i w WKKW w 1934.
Wziął udział w kampanii wrześniowej jako dowódca 1 szwadronu 7 pułku Ułanów Lubelskich, w stopniu majora. Wzięty do niewoli niemieckiej, przebywał w Oflagu VII A Murnau. Po wyzwoleniu trafił do 2 Korpusu gen. Andersa. Po zakończeniu działań wojennych pozostał na Zachodzie. Zajmował się szkoleniem jeźdźców (m.in. reprezentacji Irlandii i Belgii). Zmarł w 1983 w Los Angeles.

## Awanse
- 1920 – podchorąży
- 1921 – podporucznik
- 1923 – porucznik
- 1933 – rotmistrz

## Ordery i odznaczenia
- Krzyż Srebrny Orderu Virtuti Militari
- Srebrny Krzyż Zasługi – 19 marca 1937 „za zasługi na polu rozwoju sportu konnego w wojsku”[2]
- Krzyż Kawalerski szwedzkiego Orderu Miecza I Klasy – 1937[3]